# Feldkirchen bei Mattighofen
Feldkirchen bei Mattighofen è un comune austriaco di 1 930 abitanti nel distretto di Braunau am Inn, in Alta Austria.